# 延暦寺根本中堂

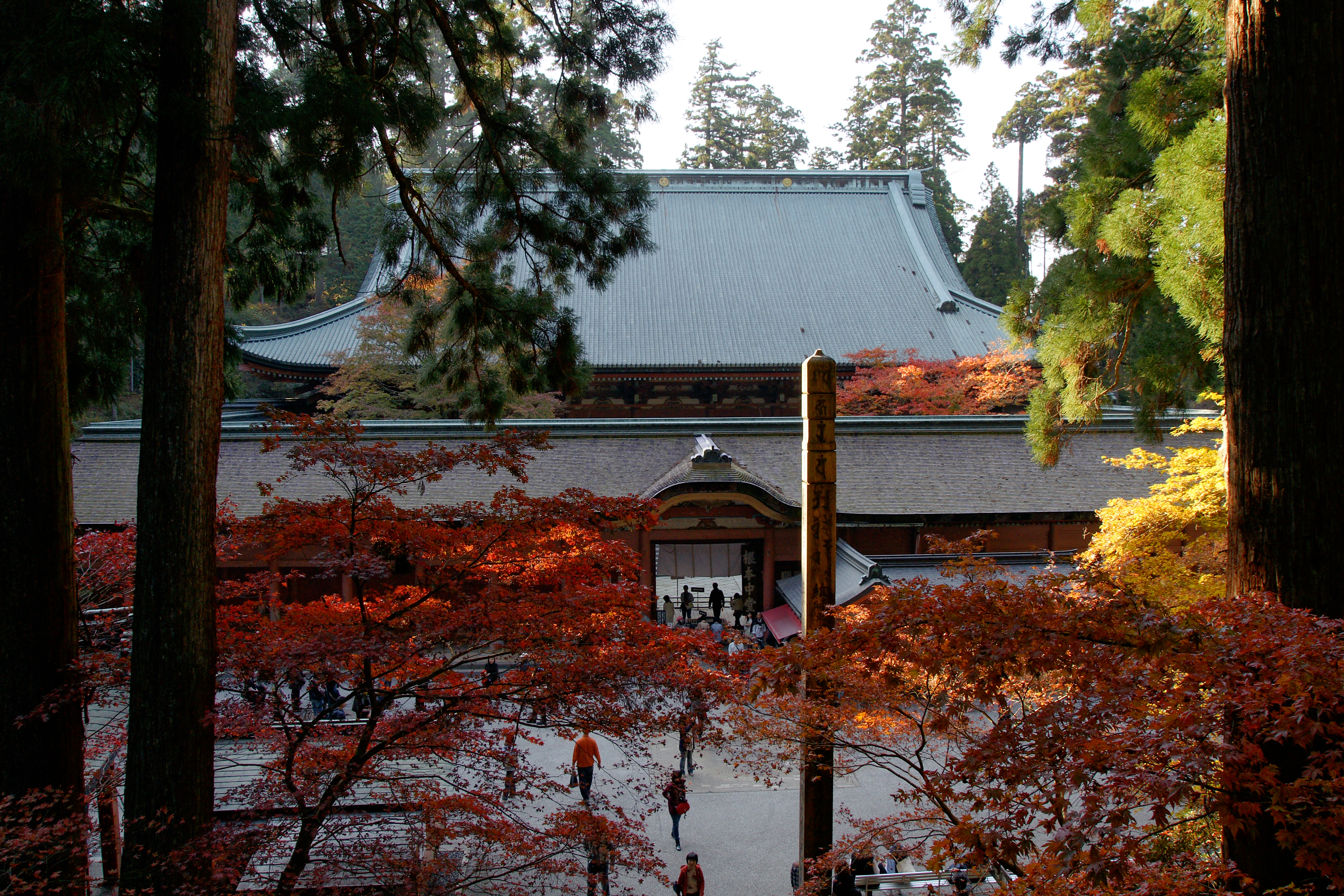
延暦寺根本中堂

延暦寺根本中堂（えんりゃくじこんぽんちゅうどう）は、比叡山延暦寺の総本堂である。

## 概要
伝教大師最澄が延暦4年（785年）比叡山上に草庵を結び、3年後の延暦7年（788年）現在の根本中堂の場所に小堂を創建したのが始まりとされ、草庵はのちに一乗止観院と呼ばれた。本尊は最澄が一刀三礼して刻んだ薬師瑠璃光如来と伝えられており（秘仏）、その宝前に灯明をかかげて以来最澄のともした灯火は1200年間一度も消えることなく輝き続けているので、「不滅の法灯」と呼ばれる（焼き討ち後の再建時には立石寺から分灯を受けた）。中堂という呼称の由来は、最澄創建の三堂（薬師堂・文殊堂・経蔵）の中心に位置することから薬師堂を中堂と呼ぶようになり、この三堂は後に一つの伽藍にまとめられ、中堂という名前が残ったとされる。比叡山延暦寺の中心であることから根本中堂といい、比叡山では東塔という区域の中心的建築物である。

## 沿革
根本中堂は何度も火事や戦禍によって焼失している。永享7年（1435年）には、将軍足利義教が山門使節を処刑したことに抗議して、山徒24人が根本中堂に立て籠もって火をつけ集団自決する事件が起きた。嘉吉3年（1443年）頃までには復興する。
嘉吉3年（1443年）には南朝復興を目指す後南朝や日野家などが京都の御所から三種の神器の一部を奪う禁闕の変が起こると、一味が根本中堂に立て篭もり、朝廷から追討令がでた事により幕軍や山徒により討たれる事件も発生した。
更に明応8年（1499年）7月には細川政元と延暦寺が対立した為、政元の家臣赤沢朝経と波々伯部宗量によって焼き討ちされた。永正15年（1518年）4月4日に復興。
現在の根本中堂は、元亀2年（1571年）9月、織田信長による焼き討ちの後、慈眼大師天海の進言により徳川三代将軍家光の命によって、寛永11年（1634年）より8年の歳月をかけて再建されたもの（完成は寛永19年〈1641年〉）である。
1953年（昭和28年）3月31日に国宝に指定された。
2015年から根本中堂および重要文化財指定の回廊の大改修が行われており、大改修は1955年に完成した「昭和の修理」以来で7回目で完成予定は2025年度であるが、工事中も拝観は可能である。修復の様子が間近で見られる「修学ステージ」が完成し、2018年8月から利用できるようになった。

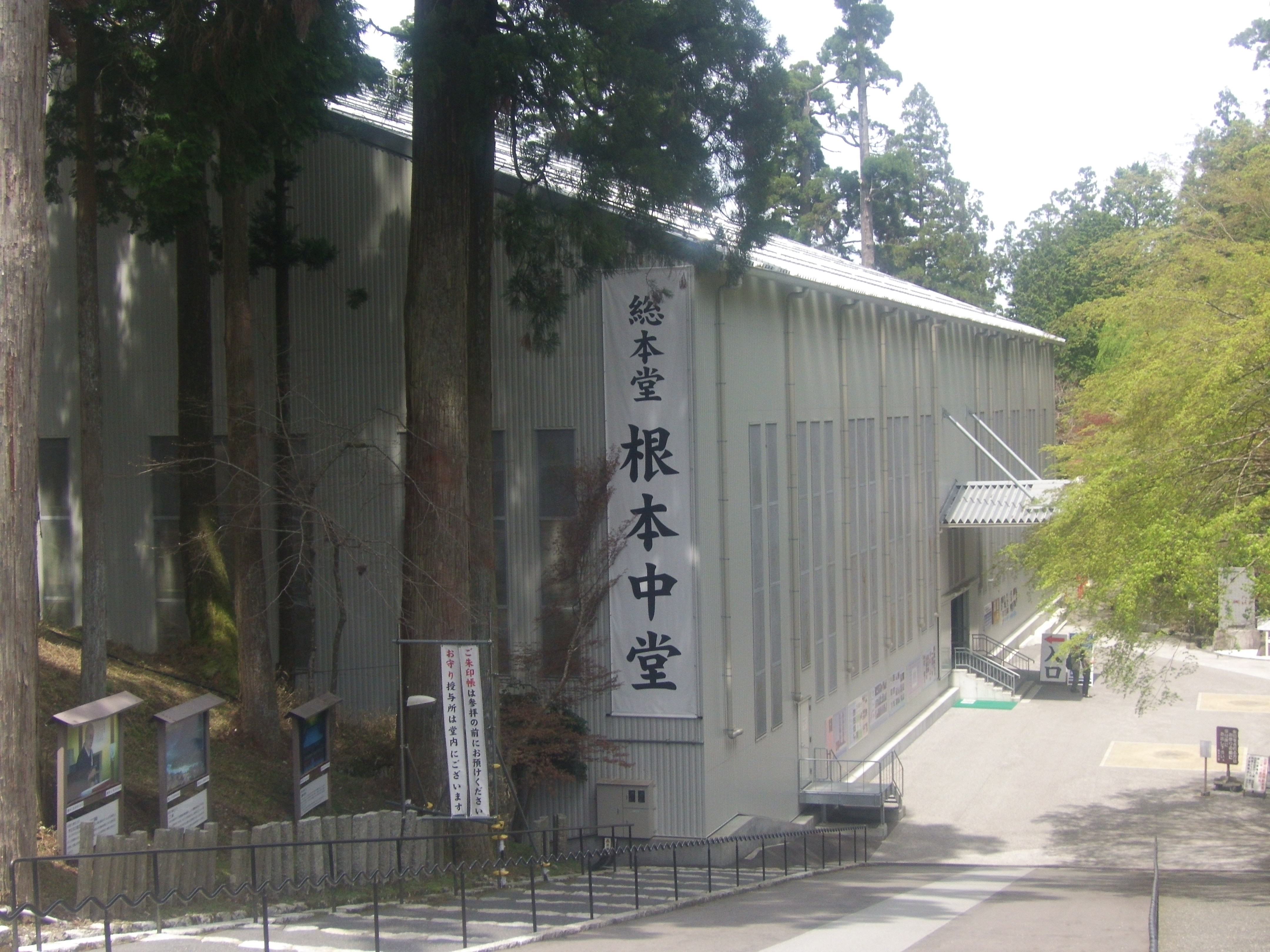
覆屋（工事フェンス）に囲まれた状況
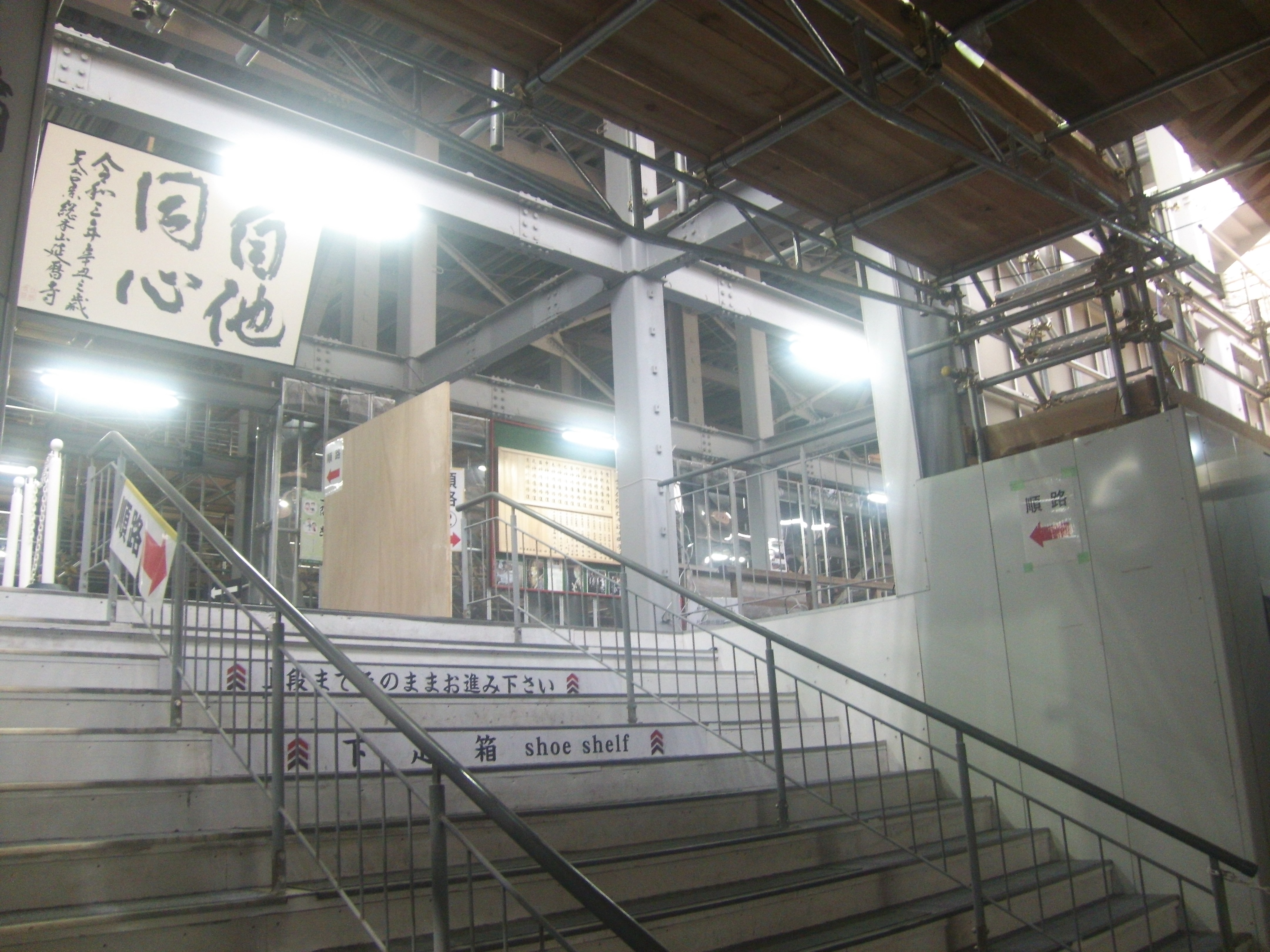
修復中の様子
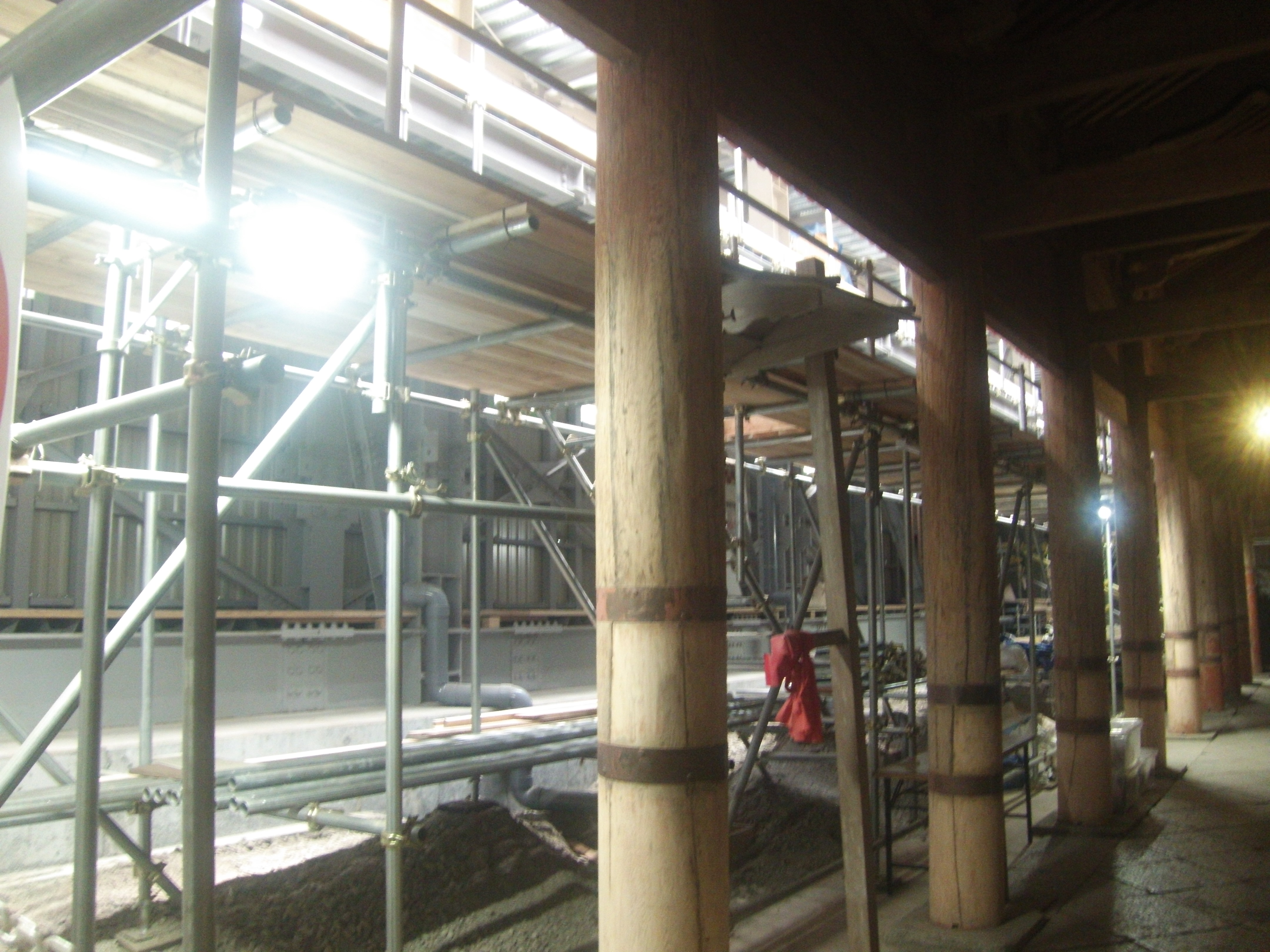
修復中の様子
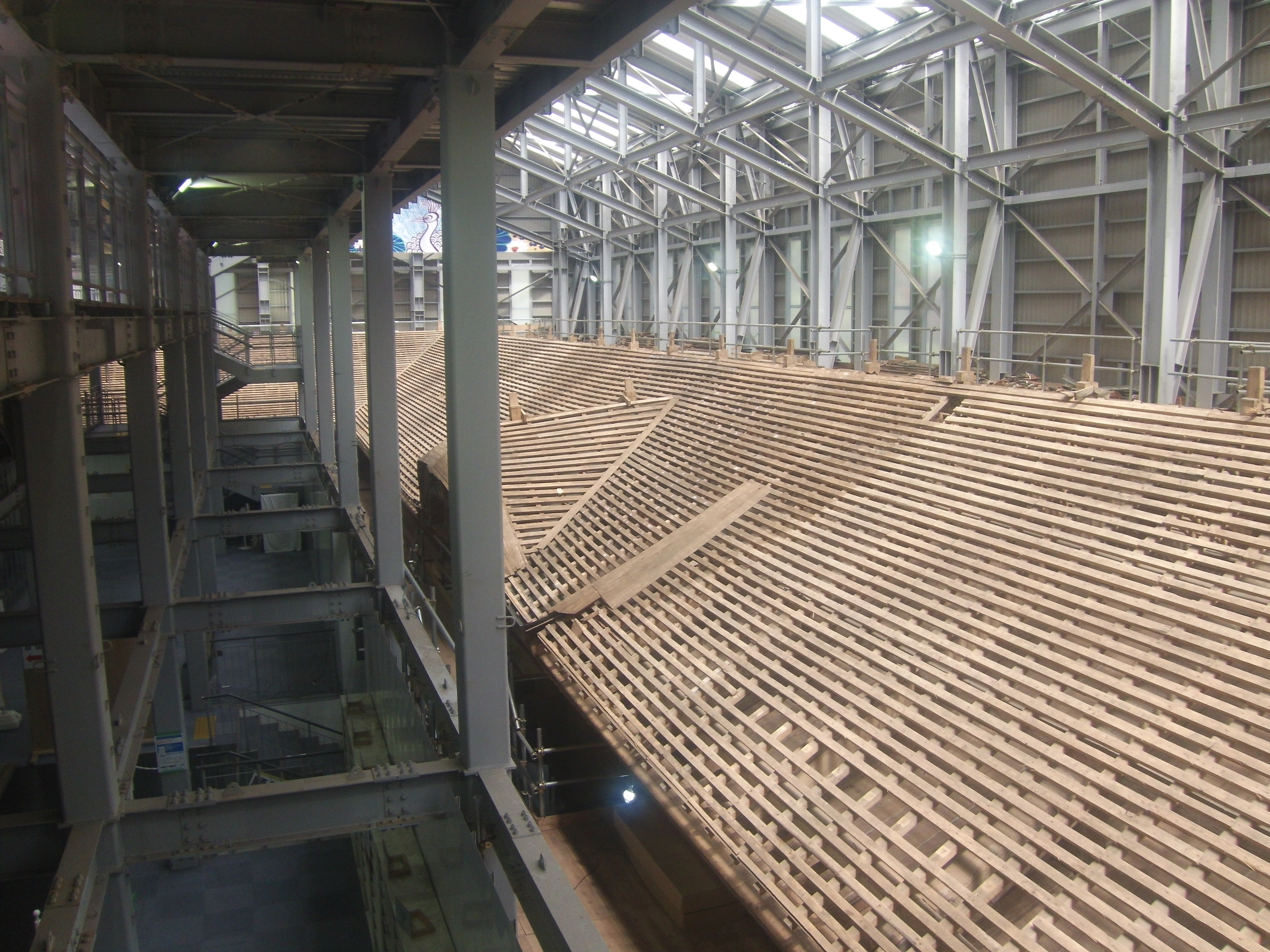
修復中の様子

## 構造
総欅造。桁行11間（37.57m）、梁間6間（23.63m）、軒高約9.78m、棟高24.46m、屋根は一重、入母屋造。
南側に中庭が配置される寝殿造となっており、その中庭に日本中の神々を勧請する竹台がある。堂内は外陣・中陣・内陣に分かれ、本尊を安置している内陣は中陣や外陣より3mも低い石敷きの土間となっており、内陣は僧侶が読経・修法する場所であることから別名「修業の谷間」といわれる。内陣の本尊・不滅の法灯と中陣の参詣者の高さが同じという珍しい構造になっており、これを天台造または中堂造と呼ばれ、天台仏堂の特色を示している。中陣の天井は「百花の図」といわれ、二百に及ぶ草花が極彩色で描かれている。柱は76本あり、諸国の大名が寄進したことから「大名柱」と呼ばれる。中陣中央には玉座があり、その上に昭和天皇宸筆の「伝教」と書かれた額が掲げられている。